# Monteregio di Massa Marittima novello
Il Monteregio di Massa Marittima novello è un vino DOC la cui produzione è consentita nella provincia di Grosseto.

## Caratteristiche organolettiche
- colore: rosso rubino
- odore: vinoso, fruttato
- sapore: asciutto, leggermente acidulo, sapido

## Produzione
Provincia, stagione, volume in ettolitri
- nessun dato disponibile